# Gaiacu Satu
Marcolina Constância da Silva mais conhecida como Gaiacu Satu era casada com José Maria dos Santos, mais conhecido como Alufá Salú, de origem nigeriana e  muçulmana proveniente de Lagos, Nigéria, provavelmente de nação nagô. O casal chegou à Bahia por volta de 1830. 
Manoel Nascimento Silva, o Gibirilo era muçulmano (malê). Mas sua sobrinha neta Ivone Silva da Paixão, neta de Satu (foi priora da Irmandade do Rosário dos Pretos das Portas do Carmo), suspeita que ele frequentava o Ile Axé Opo Afonja, em São Gonçalo do Retiro, e também fazia questão que a família fizesse parte da Irmandade do Rosário dos Pretos - Sociedade Protetora dos Desvalidos, fundada em 1832.